# Lokreibungslast

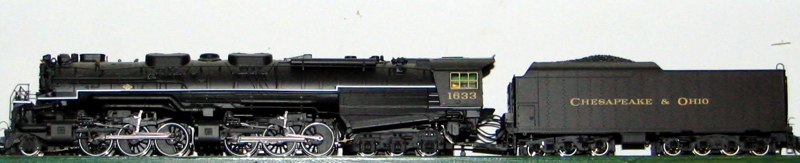
Modell der H-8 der Chesapeake and Ohio mit 230,4 Tonnen Reibungslast

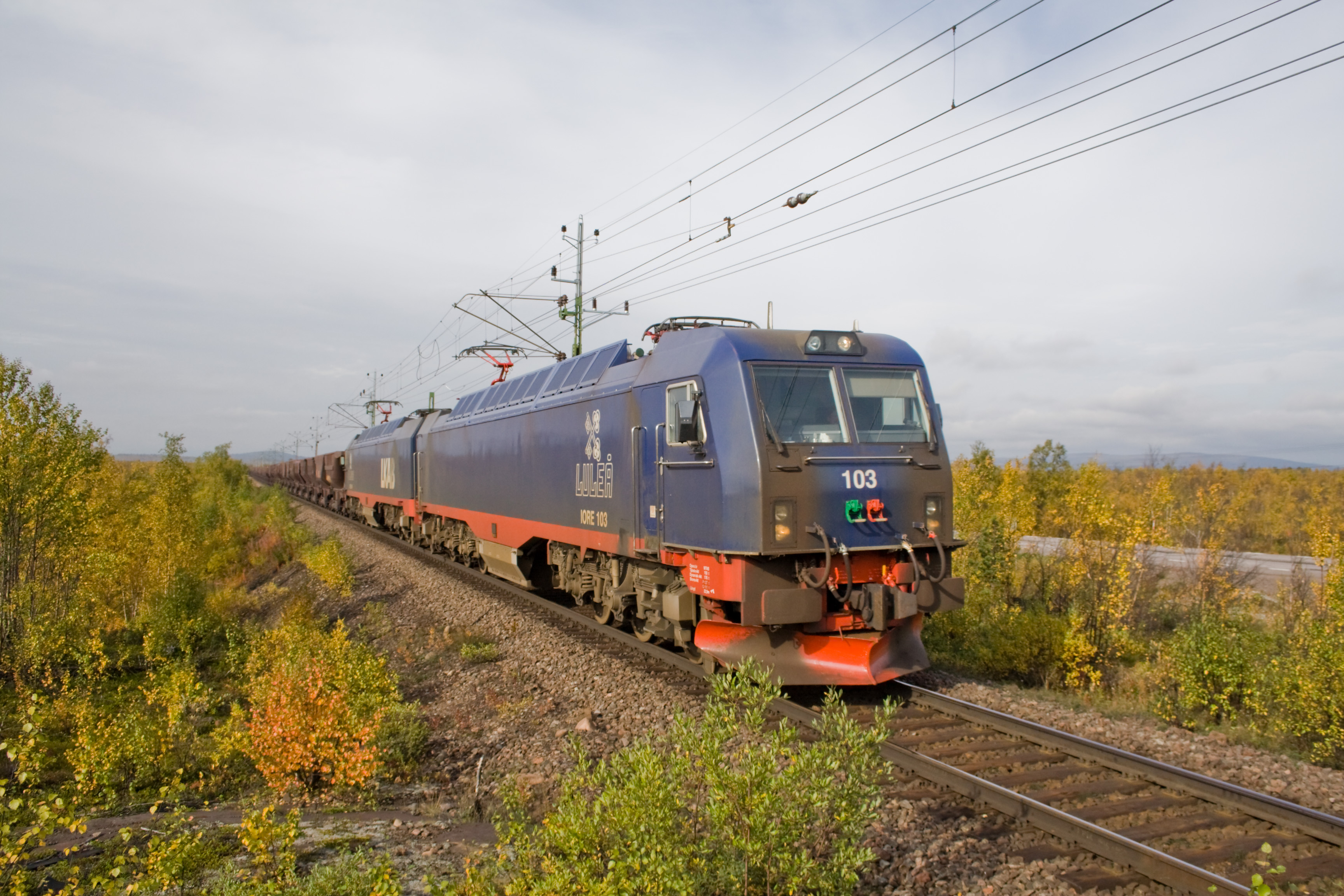
Zwölfachsige Drehgestelllokomotive IORE der Erzbahn Luleå–Narvik mit 360 Tonnen Reibungsgewicht

Die Lokreibungslast (auch Reibungslast, Reibungsgewicht, Reibungsmasse oder Adhäsionsgewicht) bezeichnet den Anteil der Masse einer Lokomotive, der auf angetriebenen Achsen ruht.
Die Zugkraft einer Lokomotive wird entscheidend von der Reibungslast bestimmt, da Reibung in der Mechanik eine Voraussetzung für die Kraftübertragung bei Gleit- oder Rollbewegungen ist.

## Definition
Die Masse einer Lokomotive wird – so weit es die zulässige Achslast der zu befahrenden Strecken zulässt – auf die Treibradsätze verteilt. Deren Achslast liegt also idealerweise knapp unterhalb der von der Strecke her zulässigen Grenze. Bei Lokomotiven, bei denen alle Achsen angetrieben sind, ist die Reibungslast identisch mit der Lokdienstlast, bei Lokomotiven mit nicht angetriebenen Laufradsätzen, also insbesondere bei den meisten größeren Dampflokomotiven, liegt sie jedoch zum Teil deutlich darunter.
Bei der US-amerikanischen Chesapeake & Ohio Railway lag diese besonders hoch, so dass die Maschinen der Klasse H-8 mit nur sechs Treibachsen 230,4 Tonnen Lokreibungslast erzielen konnten. Ihr höchster Achsdruck betrug 39,3 Tonnen – Weltrekord für Dampfloks.
Bei einigen Dampflokomotiven der Deutschen Reichsbahn (DR-Baureihe 06, DR-Baureihe 41 und DR-Baureihe 45) konnte die Treibachslast über verstellbare Ausgleichshebel auf 18 t oder 20 t eingestellt werden; in letzterem Fall waren die Laufachsen entsprechend niedriger belastet. Dies ermöglichte eine optimale Zugkraft sowohl auf Haupt- als auch auf Nebenstrecken mit geringeren zulässigen Achslasten.
Die seit den 1950er-Jahren zum Standard gewordenen elektrischen Drehgestelllokomotiven kommen ohne Laufachsen aus. Somit entspricht ihr Reibungsgewicht dem Gesamtgewicht.